# Club Baloncesto Gran Canaria 2015-2016
Questa voce raccoglie le informazioni riguardanti il Club Baloncesto Gran Canaria nelle competizioni ufficiali della stagione 2015-2016.

## Stagione
La stagione 2015-2016 del Club Baloncesto Gran Canaria è la 25ª nel massimo campionato spagnolo di pallacanestro, la Liga ACB.

## Roster
Aggiornato al 21 dicembre 2024.
| Herbalife Gran Canaria 2015-16 | Herbalife Gran Canaria 2015-16 |
| Giocatori                      | Staff tecnico                  |
| ------------------------------ | ------------------------------ |

| N. | Naz.                                                  | Ruolo | Nome              | Anno | Alt.   | Peso   |  |
| -- | ----------------------------------------------------- | ----- | ----------------- | ---- | ------ | ------ |  |
| 3  | Canada (bandiera) · Slovenia (bandiera)               | P     | Kevin Pangos      | 1993 | 185 cm | 81 kg  |  |
| 4  | Spagna (bandiera)                                     | P     | Albert Oliver     | 1978 | 187 cm | 84 kg  |  |
| 7  | Senegal (bandiera) · Spagna (bandiera)                | C     | Sitapha Savané    | 1978 | 202 cm | 105 kg |  |
| 8  | Australia (bandiera)                                  | AP    | Brad Newley       | 1985 | 200 cm | 93 kg  |  |
| 9  | Finlandia (bandiera)                                  | G     | Sasu Salin        | 1991 | 190 cm | 86 kg  |  |
| 11 | Stati Uniti (bandiera)                                | G     | D.J. Seeley       | 1989 | 193 cm | 88 kg  |  |
| 13 | Rep. Dominicana (bandiera) · Spagna (bandiera)        | AG    | Eulis Báez (C)    | 1982 | 201 cm | 95 kg  |  |
| 14 | Lettonia (bandiera)                                   | C     | Anžejs Pasečņiks  | 1995 | 216 cm | 104 kg |  |
| 21 | Spagna (bandiera)                                     | AP    | Oriol Paulí       | 1994 | 201 cm | 84 kg  |  |
| 22 | Spagna (bandiera)                                     | AP    | Xavi Rabaseda     | 1989 | 196 cm | 93 kg  |  |
| 23 | Bosnia ed Erzegovina (bandiera) · Slovenia (bandiera) | C     | Alen Omić         | 1992 | 216 cm | 111 kg |  |
| 24 | Stati Uniti (bandiera) · Slovacchia (bandiera)        | G     | Kyle Kuric        | 1989 | 193 cm | 88 kg  |  |
| 34 | Spagna (bandiera)                                     | AG    | Pablo Aguilar     | 1989 | 203 cm | 107 kg |  |
| 44 | Lituania (bandiera)                                   | C     | Ovidijus Galdikas | 1988 | 217 cm | 109 kg |  |
| -  | Spagna (bandiera)                                     | P     | Joaquín Portugués | 1995 | 186 cm |        |  |

| Allenatore                                                                             |
| - Aíto García Reneses                                                                  |
| Assistente/i                                                                           |
| - Víctor García - Israel González Legenda - (C) Capitano - (IN) Inattivo - Infortunato |

## Mercato

### Sessione estiva
| Acquisti | Acquisti          | Acquisti          | Acquisti   | Acquisti |
| R.a      | Nome              | da                | Modalità   |          |
| -------- | ----------------- | ----------------- | ---------- | -------- |
| P        | Kevin Pangos      | Gonzaga Bulldogs  | definitivo |          |
| AP       | Xavi Rabaseda     | Estudiantes       | definitivo |          |
| AG       | Pablo Aguilar     | Valencia          | definitivo |          |
| C        | Ovidijus Galdikas | Gdynia            | definitivo |          |
| C        | Alen Omić         | Olimpija Lubiana  | definitivo |          |
| C        | Anžejs Pasečņiks  | VEF Rīga          | definitivo |          |
| C        | Sitapha Savané    | Joventut Badalona | definitivo |          |

| Cessioni | Cessioni       | Cessioni          | Cessioni       | Cessioni |
| R.       | Nome           | a                 | Modalità       |          |
| -------- | -------------- | ----------------- | -------------- | -------- |
| P        | Tomás Bellas   | Saragozza         | fine contratto |          |
| P        | Fabio Santana  | Araberri          | fine contratto |          |
| P        | Luca Vitali    | Vanoli Cremona    | fine contratto |          |
| G        | Txemi Urtasun  | San Sebastián     | fine contratto |          |
| AG       | Ian O'Leary    | Canarias Tenerife | fine contratto |          |
| C        | Mouhamed Barro | Gran Canaria B    | fine contratto |          |
| C        | Levon Kendall  | Free agent        | fine contratto |          |
| C        | Aleks Marić    | Budućnost         | fine contratto |          |
| C        | Walter Tavares | Atlanta Hawks     | fine contratto |          |

### Dopo l'inizio della stagione
| Acquisti | Acquisti    | Acquisti | Acquisti        | Acquisti   |
| R.       | Nome        | da       | Data            | Modalità   |
| -------- | ----------- | -------- | --------------- | ---------- |
| G        | D.J. Seeley | Beşiktaş | 2 dicembre 2015 | definitivo |

| Cessioni | Cessioni          | Cessioni      | Cessioni         | Cessioni |
| R.       | Nome              | a             | Data             | Modalità |
| -------- | ----------------- | ------------- | ---------------- | -------- |
| C        | Ovidijus Galdikas | W.M. Szczecin | 19 febbraio 2016 | prestito |